# Fumin
Fumin léase Fu-Mín (en chino:富民县, pinyin:Fùmín xiàn) es un condado bajo la administración directa de la ciudad-prefectura de Kunming. Se ubica al este de la provincia de Yunnan, sur de la República Popular China. Su área es de 993 km² y su población total para 2010 fue +100 mil habitantes.

## Administración
El condado de Fumin se divide en 6 pueblos que se administran en 1 subdistrito y 5 poblados.